# Базийак
Базийа́к (фр. Bazillac, окс. Baselhac) — коммуна во Франции, находится в регионе Юг — Пиренеи. Департамент — Верхние Пиренеи. Входит в состав кантона Рабастенс-де-Бигор. Округ коммуны — Тарб.
Код INSEE коммуны — 65073.

## География

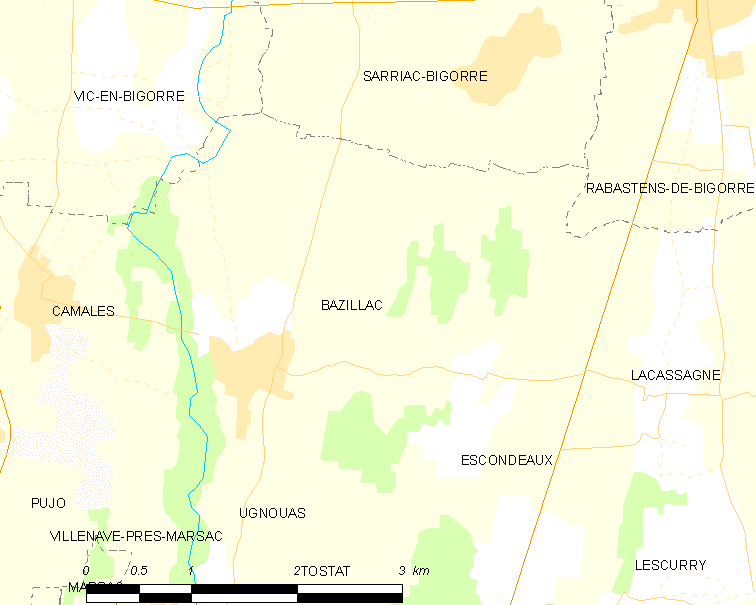
Карта коммуны

Коммуна расположена приблизительно в 640 км к югу от Парижа, в 115 км западнее Тулузы, в 15 км к северу от Тарба.
Коммуна расположена в местности Бигорр. На востоке коммуны протекает река Оль, а на западе — река Адур.

## Климат
Климат умеренно-океанический с солнечной тёплой погодой и обильными осадками на протяжении практически всего года.

## Население
Население коммуны на 2010 год составляло 329 человек.
| 1962 | 1968 | 1975 | 1982 | 1990 | 1999 | 2010 |
| ---- | ---- | ---- | ---- | ---- | ---- | ---- |
| 356  | 335  | 319  | 352  | 317  | 304  | 329  |

## Администрация
| Период | Период | Фамилия     | Партия | Примечания |
| ------ | ------ | ----------- | ------ | ---------- |
| 1989   | 2008   | Мишель Бане |        |            |
| 2008   | 2020   | Шарль Рошто |        |            |

## Экономика
В 2010 году среди 212 человек трудоспособного возраста (15-64 лет) 172 были экономически активными, 40 — неактивными (показатель активности — 81,1 %, в 1999 году было 76,5 %). Из 172 активных жителей работали 156 человек (75 мужчин и 81 женщина), безработных было 16 (4 мужчины и 12 женщин). Среди 40 неактивных 5 человек были учениками или студентами, 26 — пенсионерами, 9 были неактивными по другим причинам.